# One More Time (Robin-Schulz-und-Felix-Jaehn-Lied)
One More Time (englisch für „ein Mal noch“) ist ein Lied der deutschen DJs Felix Jaehn und Robin Schulz, in Kooperation mit der norwegischen Singer-Songwriterin Alida. Das Stück erschien als sechste Singleauskopplung aus Jaehns zweitem Studioalbum Breathe beziehungsweise als siebte Singleauskopplung aus Schulz’ vierten Studioalbum IIII.

## Entstehung und Artwork
One More Time wurde von den Interpreten Felix Jaehn, Alida Garpestad Peck und Robin Schulz selbst, zusammen mit den Koautoren um das Produzententeam Junkx (bestehend aus: Dennis Bierbrodt, Stefan Dabruck, Jürgen Dohr und Guido Kramer), Erik Smaaland und Kristoffer Tømmerbakke, geschrieben. Die Produktion erfolgte durch Jaehn, Junkx, Smaaland und Schulz. Die Produktion des Gesanges tätigten Garpestad Peck und Smaaland. Gemastert wurde das Stück von Monoposto Mastering, unter der Leitung von Michael Schwabe. Die Instrumentation durch Keyboards und die Programmierung erfolgte durch die Zusammenarbeit von Junkx und Schulz. Das Produzentenquartett Junkx war darüber hinaus für die Abmischung zuständig und fungierte als Tonmeister. Neben dem Keyboard ist Jaehn an der Marimba zu hören.
Auf dem Frontcover der Single sind – neben Künstlernamen und Liedtitel – Jaehn und Schulz sowie das deutsche Model und Schauspielerin Toni Garrn zu sehen. Es zeigt die Avatare von allen drei, die aus dem dazugehörigen Musikvideo stammen. Im rötlich gehaltenen Hintergrund ist darüber hinaus eine große Kampfmaschine zu sehen. Auf alternativen Coverbildern, die für verschiedene Remixversionen verwendet wurden, sind die Hintergründe bläulich oder auch gelblich gehalten.

## Veröffentlichung und Promotion
Die Erstveröffentlichung von One More Time erfolgte als digitale Single am 26. Februar 2021. Das Lied erschien unter dem Musiklabel Warner Music und wurde von ebendiesem auch vertrieben. Verlegt wurde One More Time durch Rosz Music Edition. Zeitgleich mit der Singleveröffentlichung erschien das Lied auch als Teil von Schulz’ vierten Studioalbum IIII. Am 2. April 2021 erschien ein Remix des deutschen DJ-Duos Quarterhead als Einzeltrack zum Download und Streaming. Drei Wochen später, dem 23. April 2021, erschien ein weiterer Remix als Einzeltrack. Dabei handelte es sich um einen Remix des französischen DJs Klingande, der auch als Download und Streaming erschien. Am 1. Oktober 2021 erschien das Lied als Teil von Jaehns zweitem Studioalbum Breathe.
Das Lied fand unter anderem Verwendung als Titelmusik der dritten Staffel von Bachelor in Paradise in Deutschland.

## Hintergrundinformation
Bei One More Time handelt es sich nicht um die erste Kollaboration zwischen Schulz und Alida. Anfang 2020 war sie bereits als Gastsängerin für die Single In Your Eyes tätig. Die Single erschien am 10. Januar 2020 und erreichte Top-10-Platzierungen in Belgien, Deutschland, Österreich und der Schweiz. In der Schweiz platzierte sich die Single sogar am Ende des Jahres in den Top 10 der Jahrescharts. Europaweit erhielt In Your Eyes zweimal Gold und drei Mal Platin und verkaufte sich laut Schallplattenauszeichnungen zufolge über 605.000 Mal.
In einem Interview erwähnte Schulz, dass sowohl er als auch Jaehn schon häufiger über eine Zusammenarbeit nachgedacht hätten. Erstmals trafen sie sich im Jahr 2014 bei einem Auftritt in Linz. Doch das stressige Tourleben vor der COVID-19-Pandemie habe dafür gesorgt, dass die beiden keinen Kontakt mehr zueinander hatten. Mittlerweile hätten die beiden mehr Kontakt und Schulz freue sich, dass es endlich mit der Zusammenarbeit geklappt habe. Die Zusammenarbeit beschrieb er als „wirklich top“. Am 18. März 2021 traten beide mit einem gemeinsamen DJ-Set auf YouTube auf.

## Inhalt
Der Liedtext zu One More Time ist in englischer Sprache gehalten und bedeutet ins Deutsche übersetzt so viel wie „ein Mal noch“. Die Musik und der Text wurden gemeinsam von Alida Garpestad Peck, Felix Jaehn, Junkx, Erik Smaaland, Robin Schulz und Kristoffer Tømmerbakke geschrieben beziehungsweise komponiert. Musikalisch bewegt sich das Lied im Bereich des Deep House, einer Stilrichtung der elektronischen Tanzmusik. Das Tempo beträgt 124 Schläge pro Minute. Die Tonart ist c-Moll. Inhaltlich thematisiert One More Time das Ende einer Liebesbeziehung, wobei der letzte gemeinsame Moment nochmal intensiv erlebt und aufgesogen wird.
Aufgebaut ist das Lied auf zwei Strophen, einem Refrain sowie einem Outro. Es beginnt mit der ersten Strophe, die aus vier Zeilen besteht. An die erste Strophe schließt sich zunächst der sogenannte zweizeilige Pre-Chorus an, ehe der eigentliche Refrain einsetzt. Der Refrain endet mit einem Post-Chorus, in dem sich die letzte Zeile des Hauptrefrains: „Then we’ll do it one more time“ wiederholt. Der gleiche Vorgang wiederholt sich mit der zweiten Strophe, dessen Aufbau dem des ersten gleicht. Der zweite Refrain erfolgt in einer erweiterten Version, in dem sich Teile des Refrains wiederholen. Nachdem sich der Post-Chorus ebenfalls wiederholt, endet das Lied mit dem Outro, das lediglich aus der sich wiederholenden Zeile: „One More Time“ besteht. Der Hauptgesang des Liedes stammt von der norwegischen Singer-Songwriterin Alida, Jaehn und Schulz wirken lediglich als Studiomusiker an dem Stück mit.
| „Dancin’ … watch me dance the night into the mornin’. Darlin’, hold me … Like it was forever, darlin’, hold me. This is our last song, last night, last sunset. Last kiss, goodbye ain’t done yet. Last song, last night, last sunset now. Then we’ll do it one more time. Then we’ll do it one more time.“ – Refrain, Originalauszug | „Tanzen … schaue mir in der Nacht beim Tanzen bis in den Morgen zu. Liebling halte mich … als wäre es für immer, Liebling, halte mich. Das ist unser letztes Lied, letzte Nacht, letzter Sonnenuntergang. Letzter Kuss, die Verabschiedung ist noch nicht zu Ende. Letztes Lied, letzte Nacht, letzter Sonnenuntergang jetzt. Dann werden wir es nochmal machen. Dann werden wir es nochmal machen.“ – Refrain, Übersetzung |

## Musikvideo
Das Musikvideo zu One More Time feierte seine Premiere auf YouTube am 18. März 2021. Bei dem Video handelt es sich um ein Animationsvideo, dass die Geschichte fortsetzt, die zuvor in den Musikvideos zu All This Love, Rather Be Alone und In Your Eyes erzählt wurde. Am 22. Februar 2021 teilte Schulz via Instagram mit, dass es das „finale Kapitel“ sei. Wie in den vorangegangenen Teilen zu Rather Be Alone und In Your Eyes wird Schulz erneut von Toni Garrn als Schauspielerin unterstützt. Die Geschichte gleicht denen der Vorgänger, in dem die Avatare von Garrn und Schulz gegen das Böse kämpfen. Hierbei befreien sie Jaehn, der in einem durchsichtigen Festkörper gefangen ist. Als Dankeschön teleportiert Jaehn die beiden wieder in die Realität. In der Realität sieht man ein Liebespärchen, dass – wie schon in den vorangegangenen Teilen – wieder durch die Schauspieler Yannick Mabille und Mariska Pretorius verkörpert wird. Beide kommen sich umarmend an, kurz darauf gehen sie nach Hause. Das Video endet mit beiden am nächsten Morgen, sich gegenübersitzend, am Frühstückstisch. Die Gesamtlänge des Videos beträgt 3:33 Minuten. Regie führte Robert Wunsch, der schon die Musikvideo zu Rather Be Alone, In Your Eyes und Alane für Schulz drehte. Bis heute zählt das Musikvideo über 2,5 Millionen Aufrufe bei YouTube (Stand: April 2021).

## Mitwirkende
| Liedproduktion - Alida Garpestad Peck: Gesang, Komponist, Liedtexter, Musikproduzent (Gesang) - Felix Jaehn: Komponist, Liedtexter, Marimba, Musikproduzent - Junkx: Abmischung, Keyboard, Komponist, Liedtexter, Musikproduzent, Programmierung, Tonmeister - Erik Smaaland: Komponist, Liedtexter, Musikproduzent - Robin Schulz: Keyboard, Komponist, Liedtexter, Musikproduzent, Programmierung - Michael Schwabe: Mastering - Kristoffer Tømmerbakke: Komponist, Liedtexter Unternehmen - Monoposto Mastering: Tonstudio - Rosz Music Edition: Verlag - Warner Music: Musiklabel, Vertrieb | Musikvideo (Auswahl) - Vorakit Baderschneider: 2. Kameraassistent - Paul Bröse: DIT - Chantal Drywa-Wunsch: Line Producer, Szenenbild - Toni Garrn: Schauspieler - Yannick Mabille: Schauspieler - Mariska Pretorius: Schauspieler - Ittiphon Ruangyakab: Oberbeleuchter - Phillip Kaminiak: Kameramann - Matthias Knappe: Animation - Sutida Vestewig: Friseur, Schminke - Robert Wunsch: Regisseur - Michael Yosef: Filmproduzent - Andrian Zahariev: Fixer - Ivana Zoric: Virtual Make Up |

## Rezeption

### Rezensionen
Henry Einck von Dance-Charts ist der Meinung, dass IIII nahtlos an die Vorgänger anknüpfe. Schulz biete seinen Hörern alles rund um das Thema Deep House. Als „Highlights“ hob er neben dem Lied Live and Let Live auch One More Time hervor.
GfK Entertainment kürte One More Time zum „Song des Tages“ am 3. März 2021.
Isabel von Glahn von 1 Live beschrieb die tiefe Stimme von Alida als „kraftvoll“, „stark“ und „passend“ zum „schnellen Beat“. In der Hook werde der „Dance-Track“ aber etwas ruhiger, ehe er sich dann immer wieder aufbaue. Im Refrain seinen aber nicht nur „Party-Vibes“ spürbar, sondern es schwinge auch eine gewisse Melancholie mit. Die Zusammenarbeit zwischen Alida, Jaehn und Schulz beschrieb sie als „Power-Kollaboration“.
Das DJ Magazine ist der Meinung, dass das Lied „musikalische Sonnenstrahlen“ mit sich bringe. Die Dance-Nummer versprühe „absolut gute Laune“ und passe damit optimal zu den ersten warmen Tagen im Frühling.

### Chartplatzierungen
One More Time erreichte in Deutschland Rang 37 der Singlecharts und platzierte sich 25 Wochen in den Top 100. Darüber hinaus platzierte sich das Lied an der Chartspitze der Airplaycharts, Rang 13 in den Dancecharts, Rang 18 in den Downloadcharts und Rang 55 in den Streamingcharts. In Österreich erreichte die Single Rang 49 und platzierte sich 18 Wochen in den Charts. In der Schweiz bei einer Chartwoche Rang 68. In den Vereinigten Staaten verfehlte die Single den Sprung in die Billboard Hot 100, platzierte sich jedoch auf Rang 43 der Dance/Electronic Songs. 2021 platzierte sich One More Time auf Rang 79 der deutschen Single-Jahrescharts sowie auf Rang 21 der Airplay-Jahrescharts.
Für Schulz als Interpret ist dies der 22. Charterfolg in der Schweiz sowie der 21. in Deutschland und der 19. in Österreich. Als Produzent ist es je sein 19. Charterfolg in Deutschland und der Schweiz sowie sein 18. in Österreich. In seiner Autorentätigkeit erreichte er je zum 18. Mal die Singlecharts in Deutschland und der Schweiz sowie zum 17. Mal in Österreich. Jeahn erreichte mit One More Time, inklusive des Charterfolgs mit seinem Musikprojekt Eff, zum 20. Mal die Singlecharts in Deutschland, zum 17. Mal in Österreich und zum zehnten Mal in der Schweiz. Als Musikproduzent erreichte Jaehn hiermit zum 19. Mal die Charts in Deutschland, zum 16. Mal die Charts in Österreich und zum neunten Mal die Schweizer Hitparade. In seiner Autorentätigkeit ist es sein 17. Charterfolg in Deutschland sowie sein 15. in Österreich und sein achter in der Schweiz. Jaehn erreichte erstmals seit zweieinhalb Jahren wieder mit einem Titel die Schweizer Hitparade, zuletzt gelang ihm der Einstieg mit Jennie im Sommer 2018. Alida erreichte sowohl als Autorin wie auch als Interpretin zum je zweiten Mal nach In Your Eyes die Charts in den D-A-CH-Staaten.
Das Produzentenquartett Junkx platzierte sich zum 23. Mal mit einer Produktion in den deutschen Singlecharts sowie zum 18. Mal in der Schweiz und zum 17. Mal in Österreich. Als Autorenteam ist es ihr 22. Charterfolg in Deutschland, der 17. in der Schweiz und der 16. in Österreich. Smaaland erreichte als Autor nach Alone, Pt. II (Alan Walker & Ava Max) und In Your Eyes (Robin Schulz feat. Alida) je zum dritten Mal die Charts aller D-A-CH-Staaten. Als Produzent ist es in allen drei Ländern nach Alone, Pt. II je sein zweiter Charterfolg. Für Tømmerbakke als Autor ist es ebenfalls nach In Your Eyes je der zweite Charthit in allen drei Ländern.
| ChartsChartplatzierungen | Höchstplatzierung | Wochen |
| ------------------------ | ----------------- | ------ |
| Deutschland (GfK)        | 37 (25 Wo.)       | 25     |
| Österreich (Ö3)          | 49 (18 Wo.)       | 18     |
| Schweiz (IFPI)           | 68 (1 Wo.)        | 1      |

| ChartsJahrescharts (2021) | Platzierung |
| ------------------------- | ----------- |
| Deutschland (GfK)         | 79          |

### Auszeichnungen für Musikverkäufe
Im Juni 2023 erhielt One More Time eine Goldene Schallplatte für über 200.000 verkaufte Einheiten in Deutschland.

| Land/Region        | Auszeichnungen für Musikverkäufe (Land/Region, Auszeichnung, Verkäufe) | Verkäufe |
| ------------------ | ---------------------------------------------------------------------- | -------- |
| Deutschland (BVMI) | Gold                                                                   | 200.000  |
| Insgesamt          | 1× Gold ·                                                              | 200.000  |